# Birahima Fatim Penda Fall
Pour les articles homonymes, voir Biram (homonymie).
Birahima Fatim Penda Fall (Biram Faatim Penda en wolof) est un damel du Cayor – le souverain d'un royaume pré-colonial situé à l'ouest de l'actuel Sénégal. 
Il règne pendant treize ans, entre 1777 et 1790.
Amary Ngoné Ndella lui succède.